# Звёздный путь: Странные новые миры
«Звёздный путь: Стра́нные но́вые миры́» (англ. Star Trek: Strange New Worlds) — американский телесериал, созданный Акивой Голдсманом, Алексом Куртцманом и Дженни Люмет для стримингового сервиса Paramount+. Является частью франшизы «Звёздный путь» и расширенной вселенной «Звёздного пути» Куртцмана. Сериал является спин-оффом сериала «Звёздный путь: Дискавери» и приквелом к «Звёздный путь: Оригинальный сериал».
Энсон Маунт, Ребекка Ромейн и Итан Пек играют соответственно Кристофера Пайка, Уну и Спока, повторяя свои роли из «Дискавери». Все эти главные персонажи произошли из «Звёздного пути: Оригинального сериала». После положительного отклика фанатов Куртцман выразил заинтересованность в возвращении актёров в этот спин-офф. Разработка сериала началась в марте 2020 года, а в мае CBS All Access официально заказало производство. Они утвердили главный состав, титул и творческую команду, включая Голдсмана и Генри Алонсо Майерса в качестве шоураннеров. Съёмки прошли на CBS Stages в Миссиссоге, Онтарио, с февраля по июль 2021 года.
Премьера «Звёздного пути: Странные новые миры» состоялась на Paramount+ 5 мая 2022 года. Первый сезон из 10 серий выходил еженедельно до июля. Второй сезон был выпущен с июня по август 2023 года,  премьра третьего сезона состоится 17 июля 2025 года. Съёмки 10-ти серийного четвёртого сезона начались 3 марта 2025 года В июне 2025 года сериал был продлён на пятый и последний сезон, который будет состоять из 6 серий.  Сериал получил положительные отзывы за эпизодическое повествование и актёрский состав. Он был номинирован на премию Эмми за монтаж звука и несколько других наград.

## Синопсис
Сериал рассказывает о путешествиях капитана Кристофера Пайка и экипажа USS Энтерпрайз (NCC-1701) в течение десятилетия до событий, описанных в «Звёздном пути: Оригинальный сериал».

## В ролях
| Актёр                 | Персонаж                 | Сезоны            | Сезоны            | Сезоны          | Сезоны          |     |
| Актёр                 | Персонаж                 | 1                 | 2                 | 3               | 4               |     |
| Основной состав       | Основной состав          | Основной состав   | Основной состав   | Основной состав | Основной состав |     |
| --------------------- | ------------------------ | ----------------- | ----------------- | --------------- | --------------- | --- |
| Энсон Маунт           | Кристофер Пайк           | Постоянно         | Постоянно         | Постоянно       | Постоянно       |     |
| Итан Пек              | Спок                     | Постоянно         | Постоянно         | Постоянно       | Постоянно       |     |
| Джесс Буш             | Кристин Чапел            | Постоянно         | Постоянно         | Постоянно       | Постоянно       |     |
| Кристина Чонг         | Ла’ан Нуньен-Синг        | Постоянно         | Постоянно         | Постоянно       | Постоянно       |     |
| Селия Роуз Гудин      | Нийота Ухура             | Постоянно         | Постоянно         | Постоянно       | Постоянно       |     |
| Мелисса Навия         | Эрика Ортегас            | Постоянно         | Постоянно         | Постоянно       | Постоянно       |     |
| Бабс Олусанмокун      | Джозеф М’Бенга           | Постоянно         | Постоянно         | Постоянно       | Постоянно       |     |
| Брюс Горак            | Хеммер                   | Постоянно         |                   |                 |                 |     |
| Ребекка Ромейн        | Уна Чин-Райли/Номер Один | Постоянно         | Постоянно         | Постоянно       | Постоянно       |     |
| Мэттью Вульф          | Монтгомери Скотт         | Голос             |                   |                 |                 |     |
| Мартин Куинн          | Монтгомери Скотт         |                   | Гость             | Постоянно       | Постоянно       |     |
| Второстепенный состав |                          |                   |                   |                 |                 |     |
| Эдриан Холмс          | Роберт Эйприл            | Гость             | Периодически      | Гость           | TBA             |     |
| Дэн Джиннотт          | Сэм Кирк                 | Периодически      | Периодически      | Периодически    | TBA             |     |
| Гия Сандху            | Т’Принг                  | Периодически      | Гость             |                 |                 |     |
| Мелани Скрофано       | Мари Бател               | Гость             | Периодически      | Периодически    |                 |     |
| Пол Уэсли             | Джеймс Т. Кирк           | Специальный гость | Периодически      | Периодически    | TBA             | TBA |
| Кэрол Кейн            | Пелия                    |                   | Периодически      | Периодически    |                 |     |
| Киллиан О’Салливан    | Роджер Корби             |                   |                   | Периодически    |                 |     |
| Специальные гости     |                          |                   |                   |                 |                 |     |
| Миа Киршнер           | Аманда Грейсон           |                   | Гость             |                 |                 |     |
| Тони Ньюсом           | Беккет Маринер           |                   | Специальный гость |                 |                 |     |
| Джек Куэйд            | Брэд Боймлер             |                   | Специальный гость |                 |                 |     |
| Ноэль Уэллс           | Д’Вана Тэнди             |                   | Специальный гость |                 |                 |     |
| Юджин Кордеро         | Сэм Резерфорд            |                   | Специальный гость |                 |                 |     |
| Джерри О’Коннелл      | Джек Рэнсом              |                   | Специальный гость |                 |                 |     |

## Обзор сезонов
| Сезон | Сезон | Эпизоды | Период показа на ТВ | Период показа на ТВ |
| Сезон | Сезон | Эпизоды | Премьера сезона     | Финал сезона        |
| ----- | ----- | ------- | ------------------- | ------------------- |
|       | 1     | 10      | 5 мая 2022          | 7 июля 2022         |
|       | 2     | 10      | 15 июня 2023        | 10 августа 2023     |
|       | 3     | 10      | 17 июля 2025        | 11 сентября 2025    |
|       | 4     | 10      | 2026                | TBA                 |
|       | 5     | 6       | TBA                 | TBA                 |

## Эпизоды
Первый эпизод сериала написан Акивой Голдсман по рассказу, который он написал вместе с Алексом Куртцманом и Дженни Люмет. Джонатан Фрейкс, исполнивший роль коммандера Уильяма Райкера в телесериале «Звёздный путь: Следующее поколение», будет режиссёром нового сериала.

### Сезон 1 (2022)
| № общий | № в сезоне | Название                                                                       | Режиссёр         | Автор сценария                                                                    | Дата премьеры |
| --- | ---------- | ------------------------------------------------------------------------------ | ---------------- | --------------------------------------------------------------------------------- | ------------- |
| 1 | 1          | «Странные новые миры» «Strange New Worlds»                                     | Акива Голдсман   | Сюжет: Акива Голдсман Телесценарий: Акива Голдсман, Алекс Куртцман и Дженни Люмет | 5 мая 2022    |
| В XXIII в., адмирал Звёздного Флота Роберт Эйприл отзывает капитана Кристофера Пайка обратно на звездолёт «Энтерпрайз», так как его старпом Уна Чин-Райли (которую Пайк называет «Номер один») пропадает во время установления контакта с новой цивилизацией. Пайк сомневается с себе после того, как увидел своё будущее в клингонском монастыре на Борете, и обсуждает это со Споком, который помолвился со своей девушкой Т'Принг. «Энтерпрайз» отправляется на планету Кайли-279, которая находится на уровне Земли XXI в. и на грани гражданской войны. Становится известно, что варп-сигнал, который привёл Уну на планету, оказался знаком создания не варп-двигателя, а варп-бомбы. Пайк, Спок и его временный старпом Ла'ан Нуньен-Сингх маскируются под местных и отправляются на планету в поисках пропавших офицеров. Уну и двух других находят в тюремной камере. Уна объясняет, что «Генеральный приказ №1» о невмешательстве уже нарушен сражением «Энтерпрайза» и «Дискавери» у Ксахеи год назад, так как кайлианцы засекли варп-сигнатуры кораблей своими телескопами и сумели разработать варп-бомбу с помощью этого знания. Пайк отправляет всех кроме себя и Спока на корабль, после чего плюёт на невмешательство и просит охрану отвести его к президенту Кайли-279. Однако президент не собирается мириться с повстанцами, тогда Пайк приказывает ввести «Энтерпрайз» в атмосферу на глазах у потрясённой публики. Во время переговоров президента и предводителя повстанцев, Пайк демонстрирует им видеомонтаж о войнах Земли XXI в., которые переросли в Третью мировую и унесли с собой треть населения планеты. Он предлагает им выбор: уничтожить друг друга или вступить в Федерацию. По возвращении, Пайк узнаёт, что адмирал Эйприл сумел уберечь его от трибунала из-за того, что сражение у Ксахеи засекречено. Однако Звёздный флот более не намерен терпеть нарушения «Генерального приказа №1», который также становится известным как «Первая директива». Пайк принимает свою судьбу и соглашается вернуться в капитанское кресло. |            |                                                                                |                  |                                                                                   |               |
| 2 | 2          | «Дети кометы» «Children of the Comet»                                          | Майя Врвило      | Генри Алонсо Майерс и Сара Таркофф                                                | 12 мая 2022   |
| Кадет Нийота Ухура получает приглашение поужинать в другими членами экипажа в капитанской каюте, где она признаётся что не уверена в своём будущем в Звёздном флоте, так как вступила во флот только чтобы избежать душевных мук от гибели родителей. Экипаж «Энтерпрайза» пытается изменить курс кометы, которая грозится уничтожить примитивное население пустынной планеты, однако вокруг кометы возникает силовое поле, препятствующее этому. Ла'ан, Спок, Сэм Кирк и Ухура отправляются на поверхность кометы и обнаруживают там искусственное здание. Ухура догадывается, что комета реагирует на музыку. Появляется корабль так называемых «пастырей», которые сопровождают комету, которую они считают существом под названием М'ханит ― древним судьёй жизни. «Энтерпрайз» отвлекает их, позволяя Споку изменить курс кометы. Когда она пролетает мимо, то осколки попадают в атмосферу, делая климат более благоприятным для местных. Ухура декодирует музыку кометы и считает, что комета предсказала подобный исход. Пайк размышляет над происхождением кометы и судьбой. Он также помнит имена кадетов, которых спасёт во время своего будущего самопожертвования. Ухура решает, что возможно ей действительно место во флоте. |            |                                                                                |                  |                                                                                   |               |
| 3 | 3          | «Призраки Иллирии» «Ghosts of Illyria»                                         | Лесли Хоуп       | Акела Купер и Бил Волкофф                                                         | 19 мая 2022   |
| «Энтерпрайз» исследует исчезновение колонии иллирианцев — расы, которую не допускают в Федерацию из-за их генетических модификаций. Во время приближения ионной бури члены команды телепортируются на корабль после того, как заразились вирусом, вызывающим у них зависимость от света. Уне приходится признаться, что она является иллирианкой и следовательно обладает иммунитетом. Медсестра Чапел синтезирует лекарство из её крови. Пайк и Спок остаются на планете из-за бури и узнают из записей, что колонисты пытались обратить свои генетические модификации чтобы вступить в Федерацию, однако ненароком создали тот самый вирус и превратились в плазменных существ, которые спасают Пайка и Спока от бури. После исцеления всех на корабле Пайк и Спок возвращаются на борт. Уна пытается подать в отставку и принять наказание на нарушение устава и законов Федерации. Пайк отказывается принять её заявление и хвалит её за отличную работу. Однако Уна сомневается, поступил бы он так же, если бы она не спасла экипаж. Она узнаёт, что вирус попал на борт, несмотря на фильтры в транспортаторах, из-за того, что доктор М'Бенга использует устаревший транспортатор, чтобы удерживать больную дочь в анабиозе, пока он не найдёт способ излечить её. |            |                                                                                |                  |                                                                                   |               |
| 4 | 4          | «Помни о смерти» «Memento Mori»                                                | Дэн Лю           | Дэйви Перес и Бо Демайо                                                           | 26 мая 2022   |
| Экипаж «Энтерпрайза» пытается доставить ядерный воздушный фильтр на колонию Федерации, однако обнаруживают, что большую часть колонистов убили. Шеф безопасности Ла'ан Нуньен-Сингх помогает эвакуировать выживших поселенцев и догадывается, что всё это ― ловушка горнов; она ― единственная, кому удалось пережить нападение горнов на её колониальный корабль в детстве. Появляется замаскированный корабль горнов и наносит серьёзные повреждения «Энтерпрайзу». М'Бенге и Чапел приходится воспользоваться медициной XXI в. для лечения пострадавших, включая Уну, из-за повреждённых систем. Пайк заманивает корабль горнов в коричневый карлик возле чёрной дыры, где не работают сканеры обоих кораблей. Спок придумывает способ использовать навигационную систему в качестве радара, позволяя «Энтерпрайзу» уничтожить вражеский корабль с помощью последней оставшейся торпеды. Но затем прибывают три новых корабля горнов. Одного заманивают на глубину коричневого карлика, и его корпус не выдерживает огромного давления. Спок и Ла'ан отправляются на челноке чтобы отследить два оставшихся вражеских корабля. Спок проводит слияние разумов с Ла'ан, и она вспоминает, что горны используют световой код для связи между кораблями (при этом ненароком узнаёт, что у Спока когда-то была сестра, о которой умалчивают официальные записи). Ла'ан передаёт более крупному вражескому кораблю сообщение, что люди захватили второй корабль. В результате, первый корабль уничтожает второй. «Энтерпрайз» затем облетает чёрную дыру почти вплотную к аккреционному диску и сбрасывает воздушный фильтр, который взрывается. Посчитав, что «Энтерпрайз» погиб, корабль горнов улетает. Пайк говорит Ла'ан, что в следующий раз горны не застанут их врасплох. |            |                                                                                |                  |                                                                                   |               |
| 5 | 5          | «Спок выходит из себя» «Spock Amok»                                            | Рэйчел Лейтерман | Генри Алонсо Майерс и Робин Вассерман                                             | 2 июня 2022   |
| Пока «Энтерпрайз» проходит ремонт на «Звёздной базе 1», экипаж берёт увольнение. Уна и Ла'ан ловят двух энсинов, пытающихся выйти в открытый космос без разрешения и узнают о существовании популярной игры под названием «Энтерпрайз-бинго» среди низших чинов. Они также узнают о своей репутации «убийц веселья». Они сами пробуют поиграть в игру и преуспевают. Спока навещает его невеста Т'Принг, чтобы провести время вместе, однако Спок в очередной раз отдаёт предпочтение долгу, а не их отношениям. Тогда он предлагает провести особый ритуал слияния разумов, но они ненароком обмениваются телами. Спок пытается продолжить дело Т'Принг, чья работа — убеждать сомневающихся вулканцев в необходимости вернуться на путь логики, однако ему приходится убедить одного такого индивида кулаком. Адмирал Эйприл просит Пайка и Т'Принг (в теле Спока) провести переговоры с р'онговианцами, которые известны своей радикальной эмпатией. Эта раса обдумывает возможность союза с Федерацией, но также может пойти к клингонам или ромуланам. Пайк умудряется разгадать их побуждения и говорит им в лоб их точку зрения, чем убеждает их подписать договор. М'Бенга и Чапел используют медицинскую технику, чтобы помочь Споку и Т'Принг вернуться в собственные тела, и вулканская пара решает продолжить отношения. |            |                                                                                |                  |                                                                                   |               |
| 6 | 6          | «Поднимите нас туда, где нет страданий» «Lift Us Where Suffering Cannot Reach» | Энди Армаганян   | Робин Вассерман и Билл Волкофф                                                    | 9 июня 2022   |
| «Энтерпрайз» принимает сигнал бедствия от челнока, на который нападает неизвестный корабль во время возвращения первого на планету Маджалис. Ухура уничтожает врага фазерами. Пассажиров челнока телепортируют на борт. Их трое: мальчик по прозвищу «Первый слуга», его отец и врач Гамал и Алора — президент Маджалиса и старая знакомая Пайка. Алора просит Пайка вернуть их на Маджалис. Ухура и Ла'ан обследуют место крушения корабля и отслеживают его путь к восставшей колонии Маджалиса, а также участие Гамала в плане повстанцев. Гамал пытается подстроить смерть своего сына, чтобы спасти его, однако Слуга решает вернуться на Маджалис. Алора приглашает Пайка на церемонию. Пайк видит труп предыдущего Слуги, однако стражник оглушает его, когда Пайк пытается помешать подсоединению мальчика к машине. Когда Пайк приходит в себя, Алора рассказывает, что повстанцы не желают приносить детей в жертву, чтобы поддерживать системы планеты. Пайк говорит, что сообщит об это Звёздному флоту, и возвращается на корабль. Гамал даёт М'Бенге советы по лечению его дочери, после чего улетает на колонию повстанцев, надеясь спасти будущих Слуг. |            |                                                                                |                  |                                                                                   |               |
| 7 | 7          | «Тихий шторм» «The Serene Squall»                                              | Сидни Фриленд    | Бо Демайо и Сара Таркофф                                                          | 16 июня 2022  |
| «Энтерпрайз» сопровождает доктора Аспен на гуманитарную миссию на границе Федерации, однако обнаруживает останки колониального корабля без самих колонистов. Не желая чтобы колонистов продали в рабство, Пайк решает покинуть пределы Федерации и отправиться на поиски пленников. Корабль попадает в энергетическую западню, однако Споку удаётся найти способ уничтожить её. Затем экипаж обнаруживает пиратский корабль, и Пайк ведёт отряд на абордаж, где они попадают в засаду. Тем вренем, на борт «Энтерпрайза» проникают остальные пираты и захватывают экипаж. Уна успевает заблокировать доступ к системам корабля. Главарь пиратов — орионец Реми — требует от Пайка коды для снятия блокировки, чтобы пираты могли продать флагман Федерации. Пайк предлагает накормить пиратов, которым уже надоела стряпня Реми. Он также закладывает идею о продаже офицеров Звёздного флота клингонам прекрасно зная, что остальным пиратам подобный риск не по душе. Впоследствии Пайк предлагает помощь в организации бунта одной из пиратов. На борту «Энтерпрайза» Споку и доктору Аспен удаётся избежать пленения, и они отправляются в инженерный отсек, чтобы снять блокировку и послать сигнал бедствия. В инженерном отсеке они натыкаются на медсестру Чапел. Спок снимает блокировку, однако доктор Аспен на поверку оказывается капитаном Эйнджел — настоящей предводительницей пиратов. Всё это было ловушкой не столько для «Энтерпрайза», сколько для Спока. Эйнджел связывается с Т'Принг, которая является сотрудником исправительного центра для вулканцев, отрёкшихся от логики, и требует чтобы она доставила некоего пациента по-имени Ксавериус к месту встречи в обмен на Спока. Ксавериус — возлюбленный Эйнджел, и она готова убить Спока, чтобы вернуть его. Т'Принг прилетает на место встречи, однако Спок не желает, чтобы она рисковала карьерой ради него, поэтому объявляет, что изменяет ей с Чапел, подтверждая слова поцелуем. Т'Принг разрывает их помолвку и отказывается сотрудничать с Эйнджел. Эйнджел приказывает уничтожить корабль Т'Принг, однако внезапно отказывают системы корабля. Прилетает корабль пиратов под командованием Пайка и обезвреживает «Энтерпрайз» запасными кодами доступа и выстрелами по движкам. Эйнджел, прежде чем телепортироваться на борт собственного корабля и сбежать, советует Споку не зацикливаться на том, является ли он человеком или вулканцем, а просто быть самим собой. Т'Принг объясняет Споку, что догадывалась с самого начала об уловке и теперь понимает, что Спок бы никак не смог убедить Эйнджел в измене, если бы не его человеческая сущность. Они решают возобновить помолвку. Спок идёт к Чапел, которая решает остаться просто друзьями, хотя она явно к нему неравнодушна. Спок также признаётся в своей догадке, что Ксавериус — его единокровный брат Сайбок. |            |                                                                                |                  |                                                                                   |               |
| 8 | 8          | «Королевство Элизиум» «The Elysian Kingdom»                                    | Аманда Роу       | Акела Купер и Онитра Джонсон                                                      | 23 июня 2022  |
| «Энтерпрайз» сканирует туманность, пока доктор М'Бенга пытается найти лекарство для дочери и читает ей её любимую книгу про Елисейское королевство. Внезапно весь экипаж превращаются в персонажей этой книги. Единственные, кто ведут себя нормально — М'Бенга, который играет короля, и Хеммер, который играет волшебника. Хеммер объясняет, что почувствовал чужой разум и не дал ему войти в своё сознание с помощью природного телепатического дара своего народа. Он сканирует туманность и обнаруживает, что она разумна. М'Бенга пытается найти дочь, которая пропала из буфера транспортатора, одновременно борясь со злой королевой, которую играет Ухура. Он наконец обнаруживает Рукийю в своей каюте. Она объясняет, что существо в туманности одиноко и создало эту реальность, чтобы позабавить Рукийю. М'Бенга узнаёт, что Рукийя здорова. Хеммер позволяет существу использовать его тело, чтобы поговорить с М'Бенгой. Существо объясняет, что Рукийя вновь заболеет и умрёт, если «Энтерпрайз» покинет туманность, однако она может остаться в туманности и стать бестелесной сущностью. М'Бенга решает отпустить дочь. Туманность забирает Рукийю, однако она возвращается несколько секунд спустя, уже взрослой. Она ещё раз прощается с отцом и возвращается в туманность. На корабле всё возвращается в первоначальное состояние. Никто, включая Хеммера, не помнит что произошло. Все записи на корабле стёрты. Уна приходит к М'Бенге, который начинает рассказывать ей о событиях минувшего дня. |            |                                                                                |                  |                                                                                   |               |
| 9 | 9          | «Все, кто блуждают» «All Those Who Wander»                                     | Кристофер Бёрн   | Дэйви Перес                                                                       | 30 июня 2022  |
| «Энтерпрайз» доставляет жизненно важные элементы питания на космическую станцию. Стажировка Ухуры подходит к концу, и она решает покинуть Звёздный флот и вернуться домой в Кению. Пайк получает новый приказ: найти звездолёт «Перегрин», потерпевший крушение. Пайк решает отправиться на челноках с небольшой группой, оставляя «Энтерпрайз» в руках Уны и приказывая ей доставить груз на станцию и вернуться за ними. «Перегрин» находится на поверхности ледяной планеты. На место крушения надвигается буря. Вокруг корабля и внутри обнаруживаются трупы и следы битвы. Ухуре удаётся найти последнюю аудиозапись капитана «Перегрина». Оказывается, экипаж спас трёх беженцев, однако из одного из них вылупились горны. В инженерном отсеке произошёл взрыв, из-за чего корабль упал на планету. Спасатели обнаруживают девочку и неизвестного инопланетянина. Во время обследования инопланетянина, из него вылупляются горны, которые убивают двух членов команды. Один из детёнышей горнов плюёт какой-то слизью в Ухуру, однако Хеммер принимает удар на себя. В конце концов, команде удаётся уничтожить горнов, однако Хеммер объясняет, что чувствует себя как-то не так. Команда догадывается, что горны размножаются с помощью слизи, которая заражает их жертв эмбрионами. Хеммер решает выйти на мороз и броситься в пропасть ради спасения остальных. Перед этим он напутствует Ухуру. По возвращении на «Энтерпрайз» экипаж проводит похороны трёх погибших членов команды, включая Хеммера. Спок, выпустивший на волю ярость во время сражения с горном, не может возобновить контроль над собственными эмоциями. Чапел помогает ему справиться с собой. Ухура решает остаться на борту «Энтерпрайза». Ла'ан просит у Пайка предоставить ей время, чтобы отправиться со спасённой девочкой на поиски её родителей за пределами Федерации. Пайк соглашается, но просит её вернуться, сколько бы времени это не заняло. |            |                                                                                |                  |                                                                                   |               |
| 10 | 10         | «Качество милосердия» «A Quality of Mercy»                                     | Крис Фишер       | Генри Алонсо Майерс и Акива Голсдман                                              | 7 июля 2022   |
| «Энтерпрайз» и «Кайюга» снабжают аванпост Федерации на границе ромуланской нейтральной зоны. Пайк ненароком знакомится с одним из кадетов, за которых ему прийдётся пожертвовать собой в будущем. Он решает послать им сообщения, чтобы предотвратить это событие. Однако внезапно появляется будущая версия Пайка из мира, в котором он выживает. «Второй» Пайк использует кристалл времени, чтобы показать «первому» Пайку последствия его действий. Семь лет спустя «Энтерпрайз» становится свидетелем уничтожения того же аванпоста ромуланской «Хищной птицей». Вместе с «Фаррагутом» под командованием Джеймса Кирка, Пайк следует за ромуланцами, которые оказываются родственниками вулканцев. Кирк настаивает на агрессивных действиях, тогда как Пайк хочет обойтись миром. Ромуланцы обманывают их и уничтожают «Фаррагут», а также наносят существенные повреждения «Энтерпрайзу». Выжившие члены экипажа «Фаррагута», включая Кирка, эвакуируются на «Энтерпрайз». Пайк связывется с ромуланским командиром и предлагает ему двухчасовое перемирие, чтобы отремонтировать системы. Тот соглашается, несмотря на протесты своего старпома. Два часа спустя, Пайк и ромуланский командир находят общий язык и не желают войны, однако ромуланский старпом вызвал подмогу. Появляется ромуланский флот. Со стороны «Энтерпрайза» появляется флот невооружённых беспилотников — уловка Кирка. Пайк предлагает ромуланскому претору разлететься и забыть о происшествии, однако она считает Федерацию слабой и желает развязать войну. Из-за того, что ромуланский командир позволил Федерации увидеть себя, ромуланский флот уничтожает его корабль. Ромуланцы открывают огонь по «Энтерпрайзу». Корабль получает серьёзные повреждения, но улетает. Спок серьёзно ранен и скорее всего не выживет. Будущий Пайк объясняет, что в его времени, война всё ещё продолжается два десятилетия спустя, унеся миллионы жизней. Единственная надежда на мир между культурами — Спок — умирает. Согласно будущему Пайку и монахам Борета, Спок умирает в любой версии будущего, в которой Пайк избегает несчастного случая. Прежде чем вернуться обратно, Пайк общается с Кирком и считает, что возможно именно он — лучший капитан для «Энтерпрайза». По возвращении Пайк удаляет сообщение и примиряется с собственным будущим. Его знакомая капитан Бател транспортируется на борт и берёт Уну под арест за то, что та — генетически-модифицированная иллирианка. |            |                                                                                |                  |                                                                                   |               |

### Сезон 2 (2023)
| № общий | № в сезоне | Название                                                          | Режиссёр        | Автор сценария                       | Дата премьеры   |
| --- | ---------- | ----------------------------------------------------------------- | --------------- | ------------------------------------ | --------------- |
| 11 | 1          | «Разорванный Круг» «The Broken Circle»                            | Крис Фишер      | Генри Алонсо Майерс и Акива Голсдман | 15 июня 2023    |
| Во время ремонта «Энтерпрайза» Пайк отправляется к адвокату с намерением добиться согласия защищать Уну на трибунале. Ухура принимает сигнал бедствия от Ла'ан. Так как сигнал пришёл с планеты под управлением клингонов, адмирал Эйприл отказывается отправлять туда корабль, чтобы не нарушить условия мира. Спок решает нарушить приказ и угнать «Энтерпрайз», однако их попытку замечает коммандер Пелия. Вместо того, чтобы выдать нарушителей, Пелия помогает им и становится временным старшим инженером. «Энтерпрайз» прибывает в систему Каджитар и прячется в кольцах планеты. Спок, Ухура, М'Бенга и Чапел транспортируются на поверхность и находят Ла'ан. Родители девочки Орианы пострадали при взрыве на рудниках, и М'Бенга подозревает взрыв фотонной торпеды. Клингонские солдаты похищают М'Бенгу и Чапел и отводят их на корабль, созданный с помощью технологий Звёздного флота. Ла'ан сообщает Споку и Ухуре, что обнаружила группировку бывших офицеров Звёздного флота и клингонских солдат, которые планируют вновь развязать войну, чтобы возродить экономику планеты. Ла'ан занимается поиском пропавших врачей, а Спок и Ухура возвращаются на «Энтерпрайз», когда на орбиту прибывает клингонский крейсер. М'Бенга и Чапел принимают сыворотку, временно повышающую их боевые качества, и с боем пробиваются к транспондеру корабля, а доктор помимо этого ещё и пытает клингона. Попав в западню, М'Бенга и Чапел выбрасываются в открытый космос с маяком, и «Энтерпрайз» подбирает их до того, как они умирают. «Энтерпрайзу» удаётся уничтожить лже-корабль, прежде чем тот нанесёт удар по клингонскому крейсеру. Клингонский капитан поначалу не верит Споку, но Спок предлагает ему вместе выпить, тем самым разряжая обстановку (капитан ни разу до этого не встречал пьющего вулканца). Ла'ан решает вернуться на службу. Спок получает нагоняй от Эйприла, однако адмирал решает, что похмелье — достаточное наказание. Командование Звёздного флота считает, что действия Спока помогли предотвратить войну на два фронта, так как происходит накал отношений с горнами. |            |                                                                   |                 |                                      |                 |
| 12 | 2          | «Через тернии к звёздам» «Ad Astra Per Aspera»                    | Валери Уайсс    | Дэна Хорган                          | 22 июня 2023    |
| Пайку удаётся убедить адвоката-иллирианку Ниру Кетул защищать Уну на трибунале. Нира убеждает Уну отказаться от сделки со следствием, так как ей бы пришлось уйти из Звёздного флота с позором. Однако в случае проигрыша, ей грозят десятилетия тюрьмы. Прокуроры обвиняют Уну в нарушении закона, тогда как Нира утверждает, что сам закон несправедлив и что не все капитаны ему следуют. Во время допроса адмирала Эйприла, она демонстрирует, что Эйприл несколько раз нарушил Первую директиву когда это было необходимо. Тем временем, Ла'ан пытается узнать: как Звёздному флоту стало известно о том, что Уна — иллирианка. Она опасается, что эту информацию почерпнули из её личного журнала. Когда Уна даёт показания в суде, то описывает притеснения и маргинализацию, которые генетически-модифицированные иллирианцы испытывают с самого детства. Она рассказывает, как вступила в Звёздный флот из-за того, что он приветствует разнообразие видов. Она также признаётся, что сдала себя сама. Нира считает, что Уна искала политического убежища, когда вступила в Звёздный флот, а значит Пайк имел полное право дать ей предварительный статус беженца. Судьи решают принять это объяснение и снимают обвинения в её адрес. Уна возвращается на службу. |            |                                                                   |                 |                                      |                 |
| 13 | 3          | «Завтра, и завтра, и завтра» «Tomorrow and Tomorrow and Tomorrow» | Аманда Роу      | Дэвид Рид                            | 29 июня 2023    |
| Ла'ан встречает загадочного человека с пулевым ранением. Он отдаёт ей устройство и упоминает брешь во времени. Сказав «иди на мост», он умирает и исчезает. Ла'ан отправляется на мостик «Энтерпрайза» и обнаруживает, что им теперь командует Джеймс Т. Кирк, что в этом мире нет Федерации, Вулкан на грани захвата ромуланами, Земля была разорена войной, а человечество тоже находится под ромуланской угрозой. Кирк пытается отобрать устройство у Ла'ан, однако оба оказываются в Торонто в 2022 г. Когда взрывается мост через озеро Онтарио, оба вспоминают взрыв из своих историй, а Ла'ан также узнаёт, что он был вызван технологией из XXIII в. Во время поиска точки бифуркации, между ними завязывается роман. Проконсультировавшись с Пелией в штате Вермонт, они находят террористку по-имени Сера в лаборатории евгеники, которая пытается убить Хана Нуньена Сингха ещё ребёнком. Сера — замаскированный ромуланский агент из будущего, которая хочет изменить историю Земли предотвратив Евгенические войны, без которых человечество не объединится и не создаст Федерацию. Сера убивает Кирка и пытается убедить Ла'ан позволить ей убить Хана, объясняя, что устройство из будущего защитит саму Ла'ан от убийства её предка. Ла'ан сражается с Серой и убивает её, восстанавливая хронологию. Вернувшись на «Энтерпрайз» и убедившись, что всё вернулось на место, идёт в свою каюту, где её уже ждёт агент из будущего. Агент забирает устройство и просит, чтобы Ла'ан никому не рассказывала о случившемся. Ла'ан связывается с лейтенантом Кирком, который её не узнаёт, после чего плачет, скорбя о потере «своего» капитана Кирка. |            |                                                                   |                 |                                      |                 |
| 14 | 4          | «Среди пожирателей лотоса» «Among the Lotus Eaters»               | Эдуардо Санчес  | Керстен Бейер и Дэйви Перес          | 6 июля 2023     |
| Во время свидания с капитаном Бател, Пайк считает, что их отношения портят ей карьеру и предлагает разойтись. «Энтерпрайз» посылают на Ригель-7, где когда-то случилась неприятность с аборигенами, из-за чего Пайк потерял трёх членов команды. Астероиды вокруг планеты излучают радиацию, которая заставляет людей забыть кто они такие. Пайк, Ла'ан и М'Бенга отправляются на поверхность на челноке и узнают, что Зак Нгуен, один из якобы погибших членов команды, всё ещё жив и стал диктатором. Он установил кастовую систему, в которой рабочие теряют свои воспоминания каждую ночь, тогда как он и его стража — нет. Нгуен сажает Пайка и его команду в клетку пока они не забывают кто такие, после чего они считают себя рабочими. От аборигена, они узнают о легенде, согласно которых воспоминания людей хранятся в сундуке во дворце. Во время попытки восстания, Ла'ан получает ранение. Чтобы её спасти, Пайк с боем пробивается во дворец, побеждает Нгуена и узнаёт, что на самом деле стены дворца и шлемы стражи защищают их от радиации. Пребывание в стенах постепенно восстанавливает память Пайка. Тем временем, экипаж «Энтерпрайза» тоже теряет воспоминания, однако Ортегас узнаёт от компьютера, что именно она — пилот корабля. С помощью глубоких навыков ей удаётся вывести корабль из скопления астероидов. Команда возвращается на борт вместе с Нгуеном, который находится под стражей. Пайк приказывается поднять астероид, который когда-то упал на планету, на орбиту, чтобы освободить аборигенов от радиации. Пайк приносят Бател извинения, и они возобновляют отношения. |            |                                                                   |                 |                                      |                 |
| 15 | 5          | «Шарады» «Charades»                                               | Джордан Каннинг | Кэтрин Лин и Генри Алонсо Майерс     | 13 июля 2023    |
| Во время облёта археологических руин неподалёку от Вулкана, Спок и Чапел чуть не погибают когда их засасывает в портал, в котором живут керковиане — могущественная цивилизация из другого измерения. Керковиане исцеляют Чапел, однако ненароком превращают Спока в полноценного человека, как раз когда он готовится к вулканскому ритуалу с Амандой Грейсон, Т'Принг и её родителями Т'Прил и Севетом (Сарек не является из-за натянутых отношений с сыном). Спок не рассказывает правду Т'Принг, не желая волновать её. Чапел и Пайк пытаются помочь Споку обрести контроль над эмоциями. Пайк также пытается связаться с керковианами, однако они не желают иметь дела с биологическими существами. Во время ритуала, Чапел, Ухура и Отрегас отправляются в портал чтобы убедить керковиан помочь, однако Чапел приходится признаться в своих чувствах к Споку. Чапел вводит Споку сыворотку как раз чтобы он сумел провести «слияние разумов» с матерью, во время которого она делится воспоминанием о его детстве. Спок начинает понимать насколько его любит мать и что ей приходилось терпеть все эти годы на Вулкане. Хотя ритуал проведён успешно, когда Т'Прил начинает критиковать человеческую половину Спока, он решает снять бутафорские уши и продемонстрировать, что человек сумел провести вулканцев. Т'Принг оскорблена тем, что Спок не доверился ей, и решает сделать паузу в их отношениях. Впоследствии, Спок признаётся Чапел в своих чувствах к ней, и они целуются. |            |                                                                   |                 |                                      |                 |
| 16 | 6          | «Трудности перевода» «Lost in Translation»                        | Дэн Лю          | Онитра Джонсон и Дэвид Рид           | 20 июля 2023    |
| Экипажи «Энтерпрайза» и «Фаррагута» помогают завершить наладку нового очистительного завода по переработке дейтерия в туманности. Ухура начинает испытывать галлюцинации со странными звуками и ужасными картинками, включая гибели её родных и Хеммера. Пелия узнаёт, что кто-то намеренно устроил диверсию на заводе. Ответственный за диверсию офицер Сол Рамон отправляется в медпункт и демонстрирует симптомы схожие с симптомами Ухуры. Рамон сбегает и пытается устроить диверсию на «Энтерпрайзе». Ухура преследует его и пытается уговорить его прекратить. Лейтенант Джеймс Кирк, новоиспечённый старпом «Фаррагута», который навещает брата на «Энтерпрайзе», спасает её прежде чем взрыв выбрасывает Рамона в космос. Ухура обсуждает свои галлюцинации с Кирком, и он помогает ей осознать, что ей необходимо перестать избегать скорбь по родным и Хеммере. С помощью братьев-Кирков, Ухура догадывается, что галлючинации — сообщения от существ из иного измерения, которые живут в дейтерии туманности, и которых убивает очистительный завод. Диверсии Рамона были попытками защитить их. Она объясняет всё это Пайку, и он соглашается с её советом уничтожить завод. Пелия и Уна выясняют отношения, и Пелия догадывается, что виной всему не «тройка», которую она поставила Уне в академии, а то, что Пелия заменила покойного Хеммера. Спок хочет доложить Звёздному флоту о своих отношениях с Чапел, однако она считает, что лучше пока этого не делать. Ухура знакомит Кирка и Спока. |            |                                                                   |                 |                                      |                 |
| 17 | 7          | «Эти древние учёные» «Those Old Scientists»                       | Джонатан Фрейкс | Кэтрин Лин и Билл Волкофф            | 22 июля 2023    |
| Кроссовер с мультсериалом «Звёздный путь: Нижние палубы». В XXIV в., энсин Брэд Боймлер со звездолёта «Серритос» отправляется на необитаемую планету чтобы обследовать древний портал. Портал питает редкая субстанция под названием хороний. Он и его товарищи ненароком активируют портал, и он оказывается на 120 лет в прошлом и попадает на «Энтерпрайз». Боймлер вне себя от радости, ведь он воочию видит своих героев, однако он опасается изменить свою собственную историю знаниями из будущего. Научный корабль орионцев забирает портал, и Пайк обменивает на него запас зерна для колонии. Однако когда Боймлера пытаются отправить в прошлое с остатками хорония в портале, оттуда появляется энсин Беккет Маринер. Спок и Боймлер безуспешно пытаются синтезировать хороний, в то время как Маринер и Ухура работают над переводом гравировки на портале. Боймлер вспоминает, что в конструкцию «Энтерпрайза» входит часть хорония с обшивки «Энтерпрайза» Арчера. Орионцы соглашаются позволить Боймлеру и Маринер воспользоваться порталом чтобы вернуться в свою эпоху взамен на славу первооткрывателей портала. Старшие офицеры праздную день рождения Пайка, однако из-за рецепта орионского коктейля, переданного Маринер, всем кажется, что всё вокруг мультяшное. |            |                                                                   |                 |                                      |                 |
| 18 | 8          | «Под покровом войны» «Under the Cloak of War»                     | Джефф Бёрд      | Дэйви Перес                          | 27 июля 2023    |
| «Энтерпрайз» перевозит посла Дак'Раха — клингонского генерала, перебежавшего на сторону Федерации во время войны и который якобы убил своих офицеров когда узнал, что они приказали истреблять гражданских во время сражения на планетоиде Дж'Гал. Ветераны войны, включая Ортегас, М'Бенгу и Чапел, чувствуют себя неловко в его присутствии. М'Бенга и Чапел служили в полевом госпитале на Дж'Гале и видели жестокость клингонских солдат под командованием Дак'Раха. Дак'Рах приглашает М'Бенгу присоединиться к его кампании мира считая, что сотрудничество тех, кто сражался на противоположных сторонах Дж'Гала, будет мощным символом мира. Он также предлагает М'Бенге исцелить психическую травму, оставшуюся с тех времён. М'Бенга отказывается от предложения Дак'Раха и в конце концов раскрывает, что знает правду: убивать гражданских приказал сам Дак'Рах, а не его подчинённые. А самих подчинённых убил М'Бенга когда охотился на него, тогда как позорно сбежавший Дак'Рах приписал это себе. Начинается драка, и Чапел обнаруживает Дак'Раха с клингонским кинжалом в груди. Анализ ДНК подтверждает, что кинжал принадлежал «Мяснику Дж'Гала», так что все считают, что драку начал сам Дак'Рах, ведь никто не знает правду о том, кто именно убил тех офицеров. М'Бенга признаётся Пайку, что он не собирался убивать Дак'Раха, однако он не сожалеет о содеянном. |            |                                                                   |                 |                                      |                 |
| 19 | 9          | «Подпространственная рапсодия» «Subspace Rhapsody»                | Дермотт Даунс   | Дэна Хорган и Билл Волкофф           | 3 августа 2023  |
| Джеймс Кирк транспортируется на борт «Энтерпрайза» чтобы поучиться у Уны премудростям старпома. Во время проведения опытов по связи, Ухура передаёт в загадочную подпространственную складку запись песни. Складка создаёт «поле невероятности», заставляющее экипаж корабля петь о своих чувствах, будто они — персонажи мюзикла. Пайк ссорится с Пател в музыкальном формате перед экипажем. Чапел принимают на археологическую аспирантуру, и она поёт о том, что для неё это важнее отношений со Споком. Ла'ан намеренно признаётся в своих чувствах Кирку прежде чем её это заставит сделать музыка, однако он объясняет, что у него уже есть беременная девушка — Кэрол Маркус. Клингонский корабль, тоже попавший под воздействие поля, побирается взорвать складку, однако Спок узнаёт, что это приведёт к гибели всех кораблей в округе. Ухура догадывается, что поле можно закрыть если весь экипаж споёт грандиозный финал сотрудничества и исследования космоса. |            |                                                                   |                 |                                      |                 |
| 20 | 10         | «Гегемония» «Hegemony»                                            | Майя Врвило     | Генри Алонсо Майерс                  | 10 августа 2023 |
| Корабль капитана Бател, «Кайюга» (который также перевозит Чапел на её аспирантуру), подвергается внезапному нападению горнов на орбите человеческой колонии Парнас-бета. «Энтерпрайз» прибывает и обнаруживает, что «Кайюга» практически уничтожена, а их связь и транспортаторы блокируются помехами. Горны посылают сообщение Звёздному флоту, в котором заявляют об аннексии планеты. Адмирал Эйприл приказывает им оставаться на территории Федерации чтобы не спровоцировать войну с Гегемонией горнов, однако Пайк, Ортегас, Ла'ан, М'Бенга и Сэм Кирк отправляются на замаскированном челноке на поверхность планеты в поисках выживших колонистов и членов команды «Кайюги». В разрушенном городке, они обнаруживают лейтенанта Монтгомери Скотта, а также Бател и других выживших людей. Скотти сконструировал устройство, способное замаскировать челнок от горнов, однако когда они отправляются чтобы забрать устройство, то встречаются с молодым горном. Однако горн не нападает на Бател, а убегает. Бател признаётся, что заражена яйцами горнов. Ухура и Пелия придумывают как сбросить останки «Кайюги» с орбиты на генератор помех. Спок отправляется на остов в скафандре чтобы установить движки и вступает в бой со взрослым горном, которого ему удаётся одолеть с помощью выжившей Чапел. Генератор помех уничтожен, позволяя «Энтерпрайзу» транспортировать Пайка, Бател, Скотти, Спока и Чапел на борт, однако горны похищают Ла'ан, М'Бенгу, Ортегас, Сэма и выживших колонистов. Чапел пытается найти способ лечить Бател. Прибывают четыре корабля горнов и нападают на «Энтерпрайз». Эйприл требует, чтобы они отступили. Пайк стоит в нерешительности, не зная бросать своих людей или нет. |            |                                                                   |                 |                                      |                 |

### Сезон 3 (2025)
| № общий | № в сезоне | Название                                                           | Режиссёр        | Автор сценария                                                     | Дата премьеры    |
| --- | ---------- | ------------------------------------------------------------------ | --------------- | ------------------------------------------------------------------ | ---------------- |
| 21 | 1          | «Гегемония, Часть II» «Hegemony, Part II»                          | Крис Фишер      | Сюжет: Дэйви Перес Телесценарий: Генри Алонсо Майерс и Дэйви Перес | 17 июля 2025     |
| Прежде чем отступить, «Энтерпрайзу» удаётся установить маяк на эсминце горнов, в котором находятся похищенные члены экипажа и колонисты. Хотя флот отдал приказ оставаться на границе с территорией Гегемонии горнов, адмирал Эйприл неофициально позволяет «Энтерпрайзу» воспользоваться маскировочным устройством Скотти чтобы проследить за горнами к неизвестной двойной звезде, где они обнаруживают, что горны начинают массивное вторжение в пространство Федерации. Воспользовавшись воспримчивостью горнов к звёздной активности, «Энтерпрайз» погружает всю расу в долгую спячку с помощью искусственного коронального выброса массы. Тем временем, Ла'ан, М'Бенга, Отрегас и Сэм Кирк умудряются выбраться из своих коконов на борту корабля горнов и выкрадывают транспортаторные коды, позволяя «Энтерпрайзу» спасти колонистов. Во время сражения, Отрегас получает серьёзное ранение, а «Энтерпрайз» ― немалые повреждения. Вместе, Споку и Чапел удаётся нейтрализовать эмбрионы горнов в теле капитана Бател с помощью крови Уны. |            |                                                                    |                 |                                                                    |                  |
| 22 | 2          | «Свадебный блюз» «Wedding Bell Blues»                              | Джордан Каннинг | Керстен Бейер и Дэвид Рид                                          | 17 июля 2025     |
| Три месяца спустя, «Энтерпрайз» завершает ремонт на Звёздной базе 1, а экипаж готовится праздновать столетие Федерации. Чапел возвращается с аспирантуры с доктором Роджером Корби, чем огорчает Спока, который надеялся возобновить их отношения. После того, как Спок знакомится с неизвестным барменом на корабле, случаются радикальные изменения. Спок теперь собирается жениться на Чапел, а бармен ― организатор свадьбы. Корби ― единственный, кто замечает изменения. Ему удаётся пробудить настоящие воспоминания Спока, однако им не удаётся убедить остальных. Они догадываются, что во всём виноват организатор, однако он угрожает убить остальных, если они сорвут его планы. Во время церемонии бракосочетания, Корби протестует, за что организатор превращает его в собаку. Спок читает стихи, которые Корби когда-то прочитал Чапел, тем самым пробуждая и её воспоминания. Организатор в бешенстве и собирается уничтожить всех, когда появляется энергетический сгусток, который оказывается его отцом. По всей видимости, организатор ― всего-лишь ребёнок (ему-то всего 8000 лет). Отец забирает сына, и всё встаёт на свои места. Несмотря на всеобщее празднество, Ортегас явно всё ещё не пришла в себя после событий на корбле горнов.                                                                                            |            |                                                                    |                 |                                                                    |                  |
| 23 | 3          | «Шаттл на Кенфори» «Shuttle to Kenfori»                            | Дэн Лю          | Онитра Джонсон и Билл Волкофф                                      | 24 июля 2025     |
| ДНК горнов в теле Бател вновь проявляет себя. Единственной надеждой на её выживание является чредвычайно редкий цветок химеры на оспариваемой Федерацией и клингонами планете Кенфори. Пайк и М'Бенга отправляются на шаттле на планету, пока «Энтерпрайз» прячется в облаке льда. На планете, они обнаруживают необходимый цветок, который превратил группу учёных и клингонских воинов в зомби. Когда в систему прибывает клингонский крейсер, Уна решает медленно приблизиться к планете чтобы не выявить их клингонам. Отрегас нарушает приказ и ускоряет корабль, тем самым выдавая их местоположение крейсеру и вынуждая Уну предпринять более рискованный манёвр. За Пайком и М'Бенгой следует Быта ― дочь Дак'Раха. Она ненавидела отца, которого считала предателем, и желает убить М'Бенгу так как он не позволил ей убить отца и восстановить честь семьи. М'Бенга признаётся, что убил Дак'Раха, после чего берёт верх на дуэли, однако не убивает её. Быта решает пожертвовать собой, позволив Пайку и М'Бенге бежать от зомби. Впоследствии, Уна делает Ортегас выговор и отстраняет её от службы на две недели, а также назначает ей курсы по-субординации. Пайк в ужасе от того, что Спок и М'Бенга собираются использовать цветок чтобы превратить Бател в гибрид человека и горна, однако он скрепя сердце признаёт, что это ― её решение. |            |                                                                    |                 |                                                                    |                  |
| 24 | 4          | «Космическое приключение» «A Space Adventure Hour»                 | Джонатан Фрейкс | Дэна Хорган и Кэтрин Лин                                           | 31 июля 2025     |
| Ла'ан получает задание протестировать «голопалубу» ― новый голографический симулятор ― и просит компьютера создать для неё детективный роман. Компьютер создаёт сценарий с актёрами и съёмочной группой фантастического сериала из 1960-х под названием «Последний рубеж» используя визуальные образы экипажа «Энтерпрайза» и Джима Кирка, в котором ей необходимо найти убийцу продюсера сериала. Вскоре она просит помощи у Спока. Скотти пытается сам справиться с огромными затратами энергии для голопалубы, однако эти затраты чуть ли не приводят к гибели корабля из-за коллапса нейтронной звезды. Когда Ла'ан не может выйти из симулятора, в котором отключены протоколы безопасности, Скотти передаёт ей сообщение, в котором он объясняет, что ей необходимо найти убийцу чтобы завершить сценарий. Ла'ан, которая сблизилась со Споком во время уроков танцев, догадывается, что Спок в симуляторе с ней ― на самом деле голограмма и убийца. Сценарий заканчивается, и Ла'ан рекомендует Пайку не распространять эту технологию пока её не усовершенствуют. Уна советует Скотти попросить помощи в будущем. Во время следующего урока танцев, Ла'ан и настоящий Спок целуются. |            |                                                                    |                 |                                                                    |                  |
| 25 | 5          | «Сквозь призму времени» «Through the Lens of Time»                 | Энди Армаганян  | Онитра Джонсон и Дэйви Перес                                       | 7 августа 2025   |
| 26 | 6          | «Сехлат, который съел свой хвост» «The Sehlat Who Ate Its Tail»    | Валери Уайсс    | Дэвид Рид и Билл Волкофф                                           | 14 августа 2025  |
| 27 | 7          | «Что такое Звездный Флот?» «What Is Starfleet?»                    | Шэрон Льюис     | Кэтрин Лин и Алан Б. МакЭлрой                                      | 21 августа 2025  |
| 28 | 8          | «Четыре с половиной вулканца» «Four-and-a-Half Vulcans»            | Джордан Каннинг | Дэна Хорган и Генри Алонсо Майерс                                  | 28 августа 2025  |
| 29 | 9          | «Террариум» «Terrarium»                                            | Эндрю Коуттс    | Алан Б. МакЭлрой                                                   | 4 сентября 2025  |
| 30 | 10         | «Новая жизнь и новые цивилизации» «New Life and New Civilizations» | Майя Врвило     | Дэна Хорган и Дэйви Перес                                          | 11 сентября 2025 |

### Сезон 4 (2026)
| № общий | № в сезоне | Название | Режиссёр | Автор сценария                                                                                   | Дата премьеры |
| ------- | ---------- | -------- | -------- | ------------------------------------------------------------------------------------------------ | ------------- |
| 31      | 1          | TBA      | TBD      | Сюжет: Акива Голдсман и Генри Алонсо Майерс Телесценарий: Генри Алонсо Майерс и Алан Б. МакЭлрой | 2026          |

## Производство

### Предыстория
Когда Алекс Курцман, соавтор и исполнительный продюсер сериала «Звёздный путь: Дискавери», попросил Акиву Голдсмана присоединиться к этому сериалу в качестве сопродюсера, тот полагал, основываясь на интернет-слухах, что это будет приквел к сериалу «Звёздный путь: Оригинальный сериал», разворачивающийся на звездолёте «Энтерпрайз» (NCC-1701) под командованием капитана Кристофера Пайка. Он был разочарован, обнаружив, что это не так, и с его поддержкой «Энтерпрайз» был представлен в финале первого сезона. Затем со-шоураннер Аарон Харбертс захотел продолжения истории Пайка, чувствуя, что его мало видели в «Звёздном пути». Но он не хотел присутствия в сериале члена команды «Энтерпрайза» Спока из-за его многочисленных появлений на протяжении всей франшизы. Он также не хотел, чтобы этого персонажа играл другой актёр, кроме Леонарда Нимоя или Закари Куинто. Однако в апреле 2018 года было подтверждено, что Спока включили во второй сезон. Энсон Маунт был выбран на роль Пайка, в июле каст дополнила Ребекка Ромейн в роли персонажа «Оригинального сериала» Уны, Первого помощника капитана. Маунт и Ромейн подписали однолетние контракты на сериал в рамках продюсерской попытки более тесно, чем это было в первом сезоне, согласовать «Дискавери» с общей линией «Звёздного пути». В августе выяснилось, что Итана Пека выбрали на роль Спока.

### Разработка
В июне 2018 года, став единственным шоураннером «Дискавери», Курцман подписал пятилетний контракт с CBS Television Studios о расширении франшизы «Звёздный путь» за пределы «Дискавери» до нескольких новых сериалов, мини-сериалов и мультсериалов. Маунт покинул «Дискавери» после финала второго сезона, и фанаты начали призывать его повторить свою роль в спин-оффе «Энтерпрайза» вместе с Ромейн и Пеком. Маунт и Пек положительно отреагировали на эту идею. Маунт заявил, что съёмки «Дискавери» были трудными, и его возвращение потребует «много творческих усилий», но позже добавил, что никогда не получал такого положительного отклика на свою работу, как после роли Пайка, которая «изменила [его] жизнь». Курцман также выразил интерес к этой идее, сказав: «Фанаты были услышаны. В мире „Звёздного пути“ возможно всё».
На Comic-Con в Сан-Диего в 2019 году Курцман объявил, что второй сезон сопутствующего сериала «Звёздный путь: Короткие путешествия» будет включать три короткометражных фильма с участием актёров «Энтерпрайза». Он заявил, что это способ вернуть персонажей и актёров, но это не помешает им продолжить работу над полноценным дополнительным сериалом. В январе 2020 года Курцман высказался о том, что началось активное обсуждение относительно дополнительного сериала, и он «обменялся идеями по переписке» с Голдсманом, который перешел от продюсирования «Дискавери» к совместному ведению сериала «Звёздный путь: Пикар». Курцман отметил, что он бы предпочел, чтобы потенциальный спин-офф был продолжительным, а не мини-сериалом, и добавил, что мог бы исследовать семь лет между вторым сезоном «Дискавери» и несчастным случаем в «Оригинальном сериале», когда Пайк получило серьёзное ранение. Вскоре Курцман заявил, что для CBS All Access разрабатывают два неанонсированных сериала «Звёздный путь», и в марте появилось сообщение, что спин-офф станет одним из них.
CBS All Access официально заказал сериал «Звёздный путь: Странные новые миры» в мае 2020 года. Маунт, Ромейн и Пек подтвердили, что вернутся к своим ролям. Так же подтверждено, что Курцман и Голдсман будут исполнительными продюсерами вместе со своими коллегами-продюсерами «Звёздного пути» Дженни Люмет, Генри Алонсо Майерсом, Хизер Кадин и Аароном Байерсом из продюсерской компании Курцмана Secret Hideout, Фрэнком Сиракузой, Джоном Вебером и Родом Родденберри (сыном создателя «Звёздного пути» Джина Родденберри) и Тревором Ротом из Roddenberry Entertainment. Акела Купер и Дэви Перес были назначены соисполнительными продюсерами. Голдсман создал сценарий для первой серии сериала на основе истории, которую он написал вместе с Курцманом и Люметом, и был назначен шоураннером вместе с Майерсом. Голдсман также остался исполнительным продюсером и со-шоураннером «Пикара». Майерс пошутил, что «Клетка» (1965), первый пилотный эпизод «Оригинального сериала», в котором главные роли играют те же главные герои, что и в «Странных новых мирах», также можно считать пилотным эпизодом нового сериала, что делает его «самым длинным переходом от пилотной серии к сериалу в истории телевидения».
В сентябре 2020 года ViacomCBS объявила, что в марте 2021 года CBS All Access будет расширена и переименована в Paramount+. Сообщалось, что второй сезон «Странных новых миров» находится в разработке с ноября 2021 года, о чём Paramount+ официально объявила в январе 2022 года. Голдсман выразил надежду, что сериал будет продолжаться до тех пор, пока он не догонит события «Оригинального сериала», а Маунт сказал, что готов продолжать сериал до тех пор, пока фанаты не почувствуют, что Пайк находится на том же уровне, что и предыдущие капитаны «Звёздного пути» Джеймс Т. Кирк и Жан-Люк Пикар. В марте 2023 года Paramount + официально объявила о заказе третьего сезона.

### Сценарий
Курцман отметил, что зрители в первую очередь положительно отреагировали на «безжалостный оптимизм» Пайка, Спока и Первого помощника в «Дискавери». Он также сказал, что «Странные новые миры» продолжает тему того, как Пайк остаётся оптимистичным лидером, несмотря на то, что узнал о своём трагическом будущем во втором сезоне «Дискавери». Майерс хотел воспользоваться своим собственным комедийным опытом, чтобы сделать сериал легче, чем более драматичные «Дискавери» и «Пикар», считая, что цель сериала — продолжить оптимистические послания «Оригинального сериала». Для него было важно исследовать текущие социальные и политические проблемы в сериале, как это делали все предыдущие проекты «Звёздного пути», и изменить черты характеров героев из «Оригинального сериала», такие как изображение женских персонажей, в пользу более современного подхода. Поработав научным консультантом в «Дискавери» и других сериалах «Звёздного пути» от Paramount+, астрофизик Эрин Макдональд продолжила то же самое для «Странных новых миров». Она сказала, что каждая серия представляет собой «спектр от науки к фантастике», и её роль в «Странных новых мирах» заключалась в основном в том, чтобы помочь авторам убрать «словесную мешанину» из научных объяснений и выстроить диалоги, чтобы гарантировать использование правильных терминов.
Мы собираемся делать отдельные серии. Будет эмоциональная сериализация. Будет двухчастная. Будут более крупные сюжетные линии. Но на самом деле это возвращение к модели «пришелец недели», «планета недели», «вызов на корабле недели» — высказался исполнительный продюсер Алекс Курцман о старомодном повествовании сериала— исполнительный продюсер Алекс Курцман о старомодном повествовании сериала, 
Голдсман предложил, что сериал станет более эпизодическим, чем «Дискавери» и «Пикар», стиль которого ближе к «Оригинальному сериалу», хотя в нём действительно используются преимущества сериализованного повествования для развития сюжетных линий персонажей. Майерс пояснил, что сценаристы хотели привнести в «Звёздный путь» «современную чувствительность персонажей», как это всегда рассказывалось в историях «Звёздного пути». Это корабль, и он путешествует по странным новым мирам, и мы собираемся рассказывать о великих идеях научно-фантастических приключений в эпизодическом режиме. Так что у нас есть место, чтобы встретиться с новыми инопланетянами, увидеть новые корабли, посетить новые культуры". Worlds не мог «просто [попробовать] разные вещи» и вместо этого хотел показать весь свой потенциал, придав каждой серии совершенно другой жанр и тон. Голдсман сказал, что это был единственный сериал, над которым он работал, в котором он хотел удвоить количество серий, поскольку сценаристам приходилось отбрасывать 10 хороших идей для эпизодов на каждые 10, выбранных для сезона.

### Подбор актёров
Энсон Маунт, Итан Пек и Ребекка Ромейн снимаются в сериале, повторяя свои роли Кристофера Пайка, Спока и Уны Чин-Райли (Первый помощник из сериала «Звездный путь: Дискавери»). Их персонажи были впервые представлены в серии «Клетка», в котором снимались Джеффри Хантер в роли Пайка, Леонард Нимой в роли Спока и Меджел Барретт в роли Первого помощника. Бэбс Олусанмокун, Кристина Чонг, Селия Роуз Гудинг, Джесс Буш и Мелисса Навиа были объявлены дополнительными постоянными участниками сериала с началом съёмок. Их роли были раскрыты в сентябре 2021 года: Буш получила роль Кристины Чапел, которую в оригинальном сериале также играла Меджел Барретт, Гудинг взяла на себя роль Нийоты Ухуры у Нишель Николс, а Олусанмокун заменил Букера Брэдшоу в роли Джозефа М’Бенги. Чонг и Навиа были выбраны на роли новых персонажей Ла’ан Нуньен-Сингх и Эрика Ортегас, а Брюс Хорак выбран на роль Хеммера. Хорак был первым юридически слепым постоянным актёром сериала «Звёздный путь». Он сказал, что смерть Хеммера в конце первого сезона не станет концом его участия в сериале; Хорак вернулся в качестве персонажа во втором сезоне в качестве гостя.

### Дизайн
Дизайнерские работы начались в августе 2020 года, с Джонатаном Ли в качестве художника-постановщика. Майерс рассказал, что они подошли к сериалу так, как если бы создатель «Звёздного пути» Джин Родденберри создавал «Оригинальный сериал» с использованием современных технологий и эффектов, сохраняя элементы дизайна 1960-х годов, которые всё ещё работали для современного проекта, избегая при этом частей, которые выглядели «дешевыми». Он сравнил это с первым фильмом «Звездный путь: Кинофильм» (1979), в котором также воспользовались возможностями бюджета и ресурсами для расширения «оригинального дизайна». Маунт сказал, что декорации имели «современный вид середины века, 1960-х годов. Есть некоторые предметы, которые вы могли найти в супер-классной версии Macy’s 1967 года. Они сохраняют крутую атмосферу 60-х, но в обновленном виде». Интерьеры звездолёта «Энтерпрайз» для «Странных новых миров» были обновлены по сравнению с интерьерами «Дискавери», например, интерьер мостика стал более компактным и ближе к размеру интерьера «Оригинального сериала». Обстановку спроектировали так, чтобы функционировать как работающий звездолёт, включая движущиеся компоненты и заранее запрограммированную графику монитора, которая реагировала на действия актёров, а также практичный обзорный экран, заменяющий визуальные эффекты, которые использованы «Дискавери». Ли хотел, чтобы мостик казался «теплее», чем прохладная сине-зеленая палитра «Дискавери», особенно для достижения этой цели использовались цвета графики на съёмочной площадке. Инженерный комплекс, столовая и грузовой отсек дополнены технологией виртуального производства. Реквизит также был переработан по сравнению с реквизитом «Дискавери»: фазеры, трикодеры и коммуникаторы имеют «ретро» внешний вид, более близкий к реквизиту из «Оригинального сериала».
Бернадетт Крофт назначена художником по костюмам для сериала после работы ассистентом в «Дискавери». Униформа Звёздного Флота обновлена, по сравнению с униформой «Дискавери», Маунт назвал её «огромным отличием от униформы „Дискавери“. Они гораздо более снисходительны… больше напоминают возврат к прошлому». Униформа сохраняет основные цвета костюмов оригинального сериала (золотой для офицеров командования и управления, синий для научных сотрудников и красный для связи, инженерного дела, безопасности и тактики). У каждого подразделения есть знаки различия, которые появляются на значках Звёздного Флота, и они добавлены в виде рисунка на плечах и руках. Униформа представляет собой как стандартную тунику, так и более длинный пиджак, похожий на униформу в стиле мини-юбки, которую носят актрисы в «Оригинальном сериале». Крофт хотела избежать «чрезмерной сексуализации» дизайна мини-юбок, но Ромейн посоветовала ей сделать более подходящую версию, потому что «вы можете заставить её выглядеть круто, и вы можете драться, вы можете делать всё, что вам нужно, одев её». Версия мини-юбки в сериале нейтральна с гендерной точки зрения, и актёры сами решают, хотят ли они носить её или тунику. Туника доктора М’Бенги светло-голубого цвета с клапаном спереди, напоминающим современный халат, а также перекликается с костюмами, которые носил доктор Леонард Маккой в исполнении ДеФореста Келли в «Оригинальном сериале». Медсестра Чапел носит белый комбинезон, похожий на медицинскую форму в «Дискавери». Члены выездной команды одевают серую куртку поверх формы, что является данью уважения курткам, которые носили в «Клетке». На плече курток имеется круглая нашивка, вдохновленная костюмом Уильяма Шетнера в роли Джеймса Т. Кирка в фильме «Звездный путь 2: Гнев Хана» (1982 года). Ботинки, которые носят офицеры, были созданы дизайнером обуви Джоном Флювогом, как более футуристическая версия «сапог в кубинском стиле» из «Оригинального сериала». Кожаные ботинки имеют на щиколотке металлический знак Звёздного Флота в форме дельты.
Студия дизайна Legacy Effects предоставила для сериала протезы инопланетян и предложила новые виды инопланетян почти в каждой серии. По просьбе Голдсмана Legacy перепроектировала протезы ушей и бровей Спока, чтобы они были ближе к тем, которые использовались на Нимое в «Клетке», чем к протезам из «Дискавери». Также были внесены изменения, чтобы лучше соответствовать лицу Пека, например, угол бровей был меньше, чем у Нимоя. Глава отдела протезирования Крис Бриджес убедил Пека сбрить брови, чего Пек решил не делать на «Дискавери», чтобы улучшить процесс наложения грима и сократить время, которое оно занимало, с двух часов до 72 минут. Команда гримеров и парикмахеров поработала над прической и бакенбардами Спока, создав вариант образа Нимой, который лучше подходил лицу Пека. Начальные титры были созданы творческой студией Picturemill. Они начинаются со «стартовой сцены» «Энтерпрайза», в которой корабль освещается, а Маунт произносит монолог «Космос: последний рубеж…», который также использовался в «Оригинальном сериале» и «Звёздном пути: Следующее поколение». Затем следуют кадры «Энтерпрайза», летающего через различные межзвёздные пространства и приводящие к титулованному заголовку «Странные новые миры». Последовательность прохода на «последовательность заголовков в исследовательском стиле» взято из «Звёздного пути: Вояджер».

### Съёмки
Сериал снимается на CBS Stages Canada в Миссиссоге, провинция Онтарио, под рабочим названием «Лили и Исаак». Шоураннеры призвали режиссёров придать каждому эпизоду уникальный внешний вид и тон, чтобы подчеркнуть эпизодический подход к сериалу. Компания Paramount+ построила видеостену для виртуального производства сериала на основе технологии StageCraft, используемой в сериале «Disney+ Мандалорец». Новый виртуальный набор построенный в Торонто компанией Pixomondo, занимающейся визуальными эффектами, представляет собой светодиодный объём в форме подковы с углом обзора 270 градусов, 70 футов (21 м) на 30 футов (9,1 м) и дополнительными светодиодными панелями на потолке для облегчения освещения. Технология использует программное обеспечение игрового движка «Unreal Engine для отображения сгенерированного компьютером фона на светодиодных экранах в режиме реального времени во время съёмок. Дополнительные съёмки для поддержки этих визуальных эффектов проходили в Нью-Мексико.

### Музыка
К декабрю 2020 года композитор Discovery и Picard Джефф Руссо обсудил с Курцманом „Странные новые миры“, в том числе то, как к нему „следует относиться в музыкальном плане“. Но будет ли Руссо участвовать в написании музыки для спин-оффа, ещё не было определено. В феврале 2022 года выяснилось, что Руссо написал музыку к начальным титрам сериала, а Нами Мелумад сочиняла остальную часть музыки. Ранее Мелумад написала музыку для Звездного пути: Протозвезда» и эпизода «Коротких путешествий» и подходила к каждому эпизоду так, как если бы это был художественный фильм.[93] Основная тема Руссо представляет собой современную адаптацию «оригинальной темы» Александра Куража из «Звездного пути»[86] и включает в себя терменвокс как способ предвосхитить вокальную аранжировку темы Куража. Альбом саундтреков к первому сезону был выпущен в цифровом формате на лейбле Lakeshore Records 28 апреля 2023 года.

## Показ сериала
Премьера фильма «Звёздный путь: Странные новые миры» состоялась 5 мая 2022 года на потоковом сервисе Paramount+ в США, Латинской Америке, Австралии и странах Северной Европы. Он был выпущен в Канаде компанией Bell Media (транслировался на научно-фантастическом канале CTV, а затем транслировался на Crave), в Новой Зеландии на TVNZ, в Индии на Voot, и в других странах как Paramount+ или SkyShowtime (комбинация Paramount+ и Peacock для некоторых стран Европы) стали доступны там. В августе 2023 года контент «Звёздного пути» был удален из Crave, а «Странные новые миры» начали транслироваться на Paramount + в Канаде. Сериал продолжит транслироваться на канале CTV Sci-Fi и будет доступен на CTV.ca и в приложении CTV.

## Приём

### Аудитория
Parrot Analytics определяет «выражения спроса» аудитории на основе различных источников данных, и компания подсчитала, что «Странные новые миры» был пятым по популярности сериалом потокового вещания в США в мае 2022 года, будучи в 30,9 раз более востребованным, чем средний сериал. Единственным сериалом Paramount+ в списке за этот месяц был второй сезон «Пикара» (9-е место). В августе 2022 года Paramount + заявила, что «Странные новые миры» были самым просматриваемым оригинальным сериалом «Звёздного пути» на сервисе за первые 90 дней и вторым по популярности оригинальным сериалом в целом на сервисе в Соединённом Королевстве.

### Реакция критиков
«Звездный путь: Странные новые миры» имеет рейтинг одобрения 98 % на веб-сайте-агрегаторе рецензий Rotten Tomatoes, в то время как Metacritic, использующий средневзвешенное значение, присвоил оценку 80 из 100 на основе отзывов 25 критиков, указывая: в целом положительные" отзывы.
За первый сезон Rotten Tomatoes одобрили 99 % со средней оценкой 8,10/10 на основе 84 обзоров. Критический консенсус веб-сайта гласит: «Странные новые миры путешествуют по знакомой территории с освежающим эффектом, его эпизодическая структура и душевный актёрский состав возвращают чувство безграничных открытий, которое определило корни франшизы». Metacritic присвоил оценку 76 из 100 на основе по 14 отзывам, что означает «в целом положительные» отзывы.
Компания Rotten Tomatoes сообщила о одобрении второго сезона на 97 % со средней оценкой 8,45/10 на основе 98 обзоров. Критический консенсус веб-сайта гласит: «Смело идя туда, где эта священная франшиза шла раньше, с искромётным исполнением, превосходный второй сезон „Странных новых миров“ продолжает возвращать классический „Звёздный путь“ с современным воодушевлением». Metacritic присвоил оценку 88 из 100 на основе по 11 отзывам, что означает «всеобщее признание».

### Награды
| Год  | Награда                                                | Категория | Получатель | Результат | Ссылка        |
| ---- | ------------------------------------------------------ | --- | --- | --------- | ------------- |
| 2022 | Dragon Awards                                          | Лучший научно-фантастический сериал или фэнтези-сериал                                                         | Звёздный путь: Странные новые миры | Номинация | [ 94 ]        |
| 2022 | Телевизионные награды Ассоциации голливудских критиков | Премия Наследия                                                                                                | Звёздный путь: Странные новые миры | Победа    | [ 95 ]        |
| 2022 | Телевизионные награды Ассоциации голливудских критиков | Лучший потоковый сериал, драма                                                                                 | Звёздный путь: Странные новые миры | Номинация | [ 96 ]        |
| 2022 | Премия Primetime Creative Arts Emmy Awards             | Лучший звуковой монтаж для комедийного или драматического сериала                                              | Matthew E. Taylor, Michael Schapiro, Kip Smedley, Clay Weber, John Sanacore, David Barbee, Matt Decker, Alyson Dee Moore, Rick Owens, and Chris Moriana (for «Memento Mori») | Номинация | [ 97 ]        |
| 2022 | Премия «Сатурн»                                        | Премия «Сатурн» за лучший научно-фантастический телесериал                                                     | Звёздный путь: Странные новые миры | Победа    | [ 98 ] [ 99 ] |
| 2022 | Премия «Сатурн»                                        | Лучший актёр в потоковом сериале                                                                               | Anson Mount | Номинация | [ 98 ] [ 99 ] |
| 2022 | Премия «Сатурн»                                        | Премия «Сатурн» за лучшую мужскую роль в потоковом телевизионном сериале                                       | Ethan Peck | Номинация | [ 98 ] [ 99 ] |
| 2022 | Премия «Сатурн»                                        | Лучшая женская роль второго плана в потоковом сериале                                                          | Jess Bush | Номинация | [ 98 ] [ 99 ] |
| 2023 | Награды Канадского общества кинематографистов          | Кинематография драматического сериала — коммерческая реклама                                                   | Glen Keenan (для «Всех тех, кто странствует») | Номинация | [ 100 ]       |
| 2023 | Супернаграда «Выбор критиков»                          | Лучший научно-фантастический/фэнтезийный сериал, ограниченный сериал или фильм, созданный для телевидения      | Звёздный путь: Странные новые миры | Номинация | [ 101 ]       |
| 2023 | Супернаграда «Выбор критиков»                          | Лучший актёр научно-фантастического/фэнтези-сериала, ограниченного сериала или фильма, снятого для телевидения | Anson Mount | Номинация | [ 101 ]       |
| 2023 | Премия «Золотой трейлер»                               | Лучший комедийный/драматический трейлер для теле/стримингового сериала                                         | Социальное видео «Окна в мир» | Номинация | [ 102 ]       |
| 2023 | Награды Голливудской профессиональной ассоциации       | Лучший звук — эпизод или нетеатральный фильм                                                                   | Matthew E. Taylor, Michael Schapiro, Todd Grace, Ed Carr III, and Sean Heissinger (for «Hegemony»)                                                                           | Номинация | [ 103 ]       |
| 2023 | Награды публицистов ICG                                | Премия Максвелла Вайнберга за телевизионную рекламную кампанию                                                 | Звёздный путь: Странные новые миры | Номинация | [ 104 ]       |
| 2023 | Общество композиторов и авторов текстов                | Премия Дэвида Раксина за новые таланты                                                                         | Nami Melumad | Победа    | [ 105 ]       |
| 2024 | Награды Американского общества кинематографистов       | Лучшие достижения в области операторской работы в эпизоде одночасового обычного сериала                        | Glen Keenan (для «Hegemony») | Ожидается | [ 106 ]       |
| 2024 | Выбор телевизионных критиков                           | Лучший драматический сериал                                                                                    | Звёздный путь: Странные новые миры | Номинация | [ 107 ]       |
| 2024 | Выбор телевизионных критиков                           | Лучшая актриса второго плана в драматическом сериале                                                           | Celia Rose Gooding | Номинация | [ 107 ]       |
| 2024 | Премия «Сатурн»                                        | Премия «Сатурн» за лучший научно-фантастический телесериал                                                     | Звёздный путь: Странные новые миры | Ожидается | [ 108 ]       |
| 2024 | Премия «Сатурн»                                        | Премия «Сатурн» лучшему телеактёру                                                                             | Anson Mount | Ожидается | [ 108 ]       |
| 2024 | Премия «Сатурн»                                        | Премия «Сатурн» лучшему телеактёру второго плана                                                               | Ethan Peck | Ожидается | [ 108 ]       |
| 2024 | Премия «Сатурн»                                        | Премия «Сатурн» лучшей телеактрисе второго плана                                                               | Jess Bush | Ожидается | [ 108 ]       |
| 2024 | Премия «Сатурн»                                        | Премия «Сатурн» лучшей телеактрисе второго плана                                                               | Celia Rose Gooding | Ожидается | [ 108 ]       |
| 2024 | Премия «Сатурн»                                        | Best Guest Star in a Television Series                                                                         | Paul Wesley | Ожидается | [ 108 ]       |
| 2024 | Visual Effects Society Awards                          | Outstanding Created Environment in an Episode, Commercial, Game Cinematic or Real-Time Project                 | Nathaniel Larouche, Owen Deveney, Mujia Liao, and Alex Morin (for «The Broken Circle»)                                                                                       | Ожидается | [ 109 ]       |

1. ↑  Почётная награда Голливудской ассоциации критиков TV Awards, вручаемая «шоу, которое взяло на вооружение любимое достояние и, не полагаясь исключительно на ностальгию, смогло отдать дань уважения прошлому, одновременно модернизировав его весёлым и содержательным способом».[95]